# Linde-eenstaart
De linde-eenstaart (Sabra harpagula) is een nachtvlinder die behoort tot de eenstaartjes (Drepanidae).

## Beschrijving
De vlinder heeft een voorvleugellengte van 17 tot 20 mm. De grondkleur van de vleugels is geel, en de vleugel heeft een zeer sterke "haak" in de apex. Aan de achterrand van de voorvleugel is een lila met zwarte tekening, en centraal op de vleugel bevinden zich bruine vlekken met goud.

♂
♂ △

## Waardplant
De waardplant van de linde-eenstaart zijn lindes, maar ook eiken elzen en berken. De rups is te vinden van juli tot in oktober en leeft hoog in de boom. De soort overwintert als pop.

## Voorkomen
De soort komt verspreid van Europa tot Oost-Azië en Japan voor.

### Voorkomen in Nederland en België
De linde-eenstaart is in Nederland en België een zeer zeldzame soort. De vliegtijd is van eind mei en juni in één jaarlijkse generatie. Bij gunstige jaren is in juli en augustus een partiële tweede generatie te zien.

## Synoniemen
- Bombyx harpagula - Esper, 1786[1]